# سفیدآب (تنکابن)
سفیدآب روستایی در دهستان تمشکل بخش نشتا شهرستان تنکابن استان مازندران ایران است.

## جمعیت
بر پایه سرشماری عمومی نفوس و مسکن در سال ۱۳۹۵ جمعیت این روستا ۱۹۰ نفر (۵۸خانوار) بوده‌است.